# Parco del Santuario di Rossano
Il parco del Santuario di Rossano è un sito archeologico situato nel comune di Vaglio Basilicata, in località Rossano di Vaglio. Vi si trovano i resti di un'area sacra che costituiva il santuario federale dei Lucani nel IV secolo a.C., sorto in un'area coperta di fitti boschi e in prossimità di una sorgente, alla congiunzione di diversi tratturi.
Dal dicembre 2014 il Ministero per i beni e le attività culturali lo gestisce tramite il Polo museale della Basilicata, nel dicembre 2019 divenuto Direzione regionale Musei.

## Descrizione
Il santuario era dedicato a Mefite, dea osca alla quale veniva attribuito un potere taumaturgico legato alle acque. Al culto della dea era affiancato anche quello del dio Mamerte, testimoniato dalle iscrizioni.
Nella parte centrale si trova una zona lastricata, dalla quale si accede per mezzo di una scalinata fiancheggiata da due fontane ad una terrazza superiore con l'altare, di fronte al basamento per la statua della divinità.
Vi sono stati rinvenuti oggetti depositati come ex voto, (armi miniaturistiche e lamine a sbalzo in bronzo, statue in bronzo e in marmo e statuette in terracotta). Gioielli in oro e argento decoravano la statua della dea.
Nel corso del II secolo a.C., mentre altri luoghi di culto locali venivano abbandonati, il santuario assume forme monumentali. Alcune iscrizioni in latino testimoniano l'esistenza di cariche di tipo romano (senato, questori e censori) per la gestione del santuario. La continuazione del culto, strettamente legato al suo significato politico, anche dopo la conquista romana, si inserisce nel fenomeno di romanizzazione delle terre conquistate.